# Dan O'Sullivan
Daniel James O'Sullivan, detto Dan (Bronx, 3 marzo 1968), è un ex cestista statunitense con cittadinanza irlandese, professionista nella NBA, in Spagna, Italia e Grecia.

## Palmarès
- Coppa Italia: 2

Fortitudo Bologna: 1998
Virtus Bologna: 1999
- Coppa di Grecia: 1

AEK Atene: 1999-2000
- Coppa Saporta: 1

AEK Atene: 1999-2000
- All-USBL Second Team (1995)